# Otto Dix
Otto Dix — російська дарквейв група. Сформувалась у Хабаровську, пізніше переїхала у Санкт-Петербург. Проект назвали на честь  німецького художника-експресіоніста Отто Дікса.

## Стиль гурту
У тематиці пісень значуще місце займає постапокаліптика («Атомная зима», «Город», «Зона теней») і механічні машини (роботи) майбутнього («Те, кто будут после», «Машина»), але нерідко створюются інші, філософські(«Старик», «Крысолов», «Болезнь», «F-63.9», «Милые кости», «Чудные дни»), моральні («Немой крик», «Сон разума») і релігійні («Огонь небесный», «Железный прут», «Возраст Христа», «Ave», «Фетишизм») теми. Окрім того, у деяких піснях піднімається BDSM тематика («Любимый немец», «Раздетые», «Раб», «Зверь»), історичні події («1453») і пісні, натхнені творчістю інших діячів мистецтва («Экспрессионизм» — Отто Діксу, «Вечность» і «Сказочник» — Гансу Андерсену, «Милые Кости» — Еліс Сіболд).
У музиці використовують різкі, надривні мелодії, виконані у мінорних тонах. Деякі мелодії у окремих повільних піснях наближають музичний ряд до Dark Ambient. У той же час, в окремий піснях («Птицы», «Война», «Бог мёртв», «Железный прут», «Глина») можна почути тяжкі рифи, характерні для індастріал-металу, а деякі пісні альбому Анимус («Падение», «Алтарь», «Глина» і, власне, «Анимус») виконані у цьому жанрі. На концертах у кожній пісні розігрується мініатюрний моноспектакль, створюється оригінальний образ, який асоціюється у фанів з мелодією і текстом.
Самі ж учасники колективу називають свій стиль «Електронний авангард».

## Історія
Група існує з листопада 2004 року. Otto Dix грають у стилі електронний авангард. Насьогодні дуже широко відомі у Росії і країнах СНГ. Вокаліст Михаель Драу володіє дуже рідким голосом — контратенором.
Засновниками Otto Dix сталі Michael Draw і Marie Slip. Перший офіційний концерт відбувся у рідному місті музикантів Хабаровську, у його програму увійшли всього дві пісні — «Белый Пепел» и «Покаяние».
У період пошуку оригінального звучання і «притирания» колектив намагався бути тріо, але згодом гітарист відмовився від колективу. З зими 2004 року Otto Dix працювали разом з молодіжним театром «Парадигма времен». Аж до виходу альбому «Атомна зима» у 2007 році Otto Dix залишався дуетом.
У липні 2005 року виданий демо-альбом «Эго» містить тільки 12 треків  і відеокліп на першу пісню, а також збірну фотосесію і три статті з місцевими газетами про групу і про її учасників, пізніше перевиданий на Dizzaster Records.
У червні 2006 року учасники групи переїхали у Санкт-Петербург на постійне місце проживання.
У січні 2007 року московський лейбл Gravitator Records випускає офіційний дебютний альбом Otto Dix «Город». У травні 2007-го за участі концертного агентства SYN Promotion дует дає невеликий тур Росією та Білорусією, після чого починає співпрацю з концертним агентством SYN Promotion (Dark Media Group), котрий стає наймасштабнішим за всю історію російської готик-сцени.
У жовтні 2007 року видано третій альбом — «Атомная зима».
Наприкінці 2007 року світ побачив перший диск колективу  — «Усталость металла», на якому містилися інтерв'ю з гуртом, кліп «Усталость металла» і запис живого концерту.
У 2008 році до колективу приєднався скрипаль, композитор, аранжувальник Петро Воронов. Петро закінчив Петербурзьку Консерваторію, він брав участь у турі на підтримку альбому «Атомная зима».
У цей же час вийшов новий, дводисковий наклад «Атомної зими», на якому  містилися ремікси на найбільш відомі хіти гурту, виконані різними вітчизняними ді-джеями і західними виконавцями, такими як C File і Two Witches.
На початку 2009 року на Gravitator Records вийшов четвертий альбом «Зона Тіней» (скрипаль Петро Воронов бере участь у його записі), група відправляється у масштабний всеросійський концертний тур, котрий продовжувався майже 5 місяців і охопив понад 30 міст Росії.
30 травня 2009 року Otto Dix виступили на великому щорічному європейському готичному фестивалі Wave-Gotik-Treffen у місті Лейпциг (Німеччина).
З 2010 року група, також видається і для західного ринку (альбоми 'Starost', 'Wonderful Days'), даючи гастролі і виступи на фестивалях (Wave Gotik Treffen, Castle Party) у їхню підтримку країнами Європи.

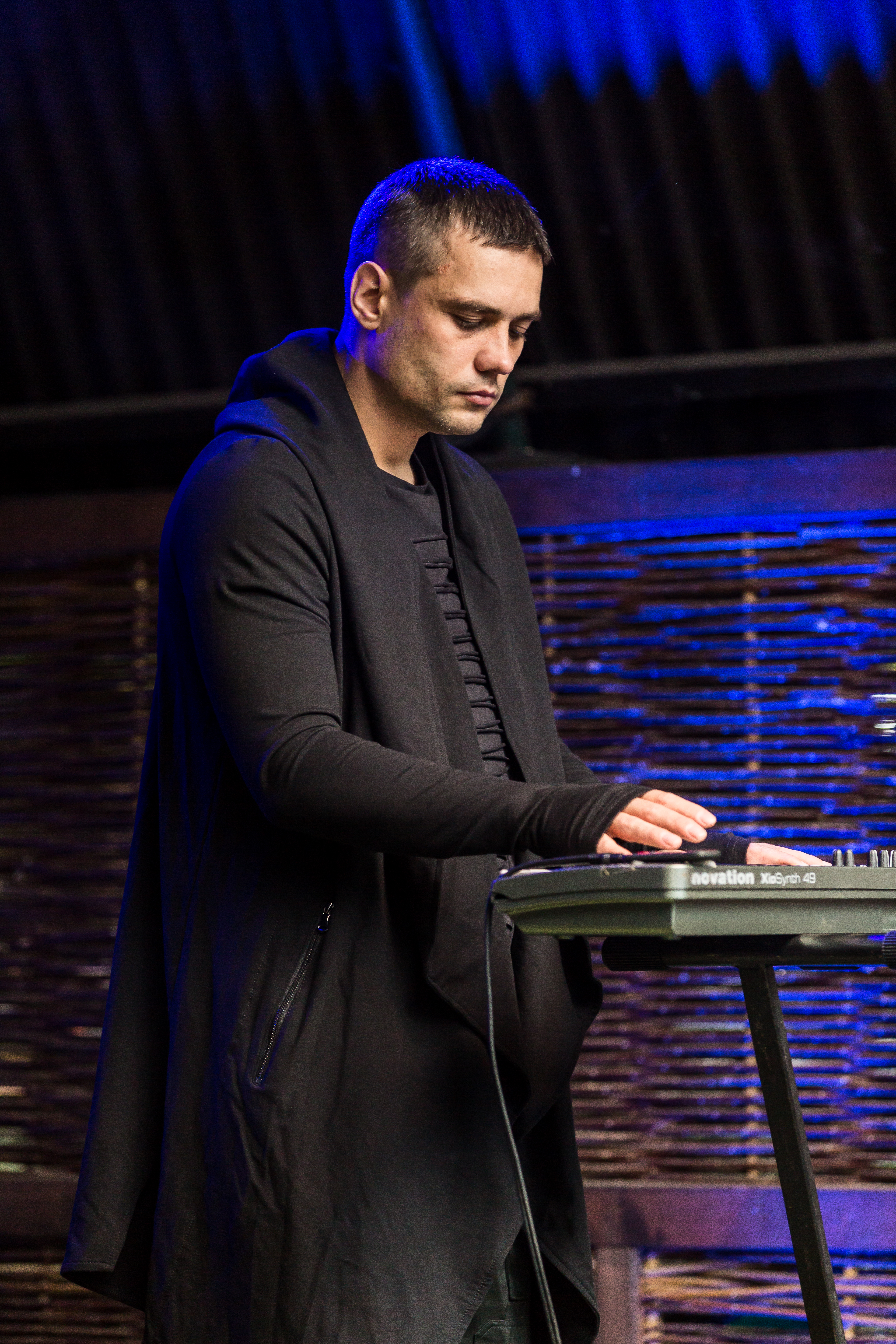
Марі Сліп (2017 р.)

Весна 2010 рік — відбувся тур, присвячений п'ятиріччю групи.
29 липня 2010 року на офіційному форумі групи з'явились фотографії зі зйомок нового кліпу на пісню «Зверь»; станом на початок серпня зйомки кліпу були завершені. Також названі приблизні терміни виходу нових альбому і кліпа — листопад 2010 року.
13 грудня 2010 року вийшов п'ятий студійний альбом гурту — «Чудные дни» випущений лейблом Gravitator Records.
У 2012-му до Otto Dix приєднався ударник Paul Kristofferson.
20 квітня 2012 року видано перший сингл у історії гурту — «Утопія».
7 вересня 2012 року вийшов шостий студійний альбом «Mortem».
У 2013 році Michael Draw заснував пластичний театр «Паноптикум», а Marie Slip відкрив приватні курси, орієнтовані на створення і просування музики.
17 листопада 2013 року вийшов кліп на пісню «Анима» із однойменного альбому, який готувався до випуску.
8 березня 2014 року видано сьомий студійний альбом «Анима».
18 жовтня 2015 року видана електронна версія студійного альбому «Анимус».
14 жовтня 2017 року вийшла електронна версія студійного альбому «Левиафан».

## Учасники
- Міхаель Драу — вокал, тексти, дизайн, сценічне шоу[5].
- Марі Сліп — клавішник, аранжувальник, композитор и продюсер гурту[6].
- Paul Kristofferson — концертний ударник.
- Ігор Sydius — гітарист

## Дискографія
- Эго (2005)
- Город (2007)
- Атомная зима (2007)
- Эго (Переиздание) (2007)
- Зона Тіней (2009)
- Чудные дни (2010)
- Эго (Переиздание № 2) (2011)
- Утопия (сингл) (2012)
- Mortem (2012)
- Анима (2014)
- Анимус (2015)
- Левиафан (2017)

## Відеографія
- 2005 — «Эго»
- 2008 — «Усталость металла»
- 2009 — «Мечта о весне»
- 2011 — «Зверь»[7]
- 2014 — «Анима»
- 2014 — «Старые часы»
- 2015 — «Уроды»
- 2015 — «Дай мне воды»
- 2016 — «Глина»
- 2016 — «Орфей»
- 2017 — «Вечность»

### Інтерв'ю
- Інтерв'ю з Otto Dix. Кузбасс FM. 1 лютого 2009. Архів оригіналу за 13 лютого 2012. Процитовано 6 вересня 2010.

- Інтерв'ю з Otto Dix. Кузбасс FM. 1 лютого 2009. Архів оригіналу за 31 січня 2012. Процитовано 6 вересня 2010.
- «Каждый сам себе злобный Буратино» — Велике  інтерв'ю з Otto Dix для insidernews.ru
- Otto Dix — интервью со звездой. Свежее телевидение — Железногорск. 30 апреля 2010. Архів оригіналу за 13 лютого 2012. Процитовано 6 вересня 2010.
- Інтерв'ю для журналу Dark City № 49, 2009 рік, с. 60

### Рецензії
- Рецензія на альбом «Зона Теней» в журналі Dark City № 54, 2010 рік
- Рецензія на альбом «Чудные дни» в журналі Dark City № 61, 2011 рік